# Coturnix
Coturnix – rodzaj ptaków z podrodziny bażantów (Phasianinae) w rodzinie kurowatych (Phasianidae).

## Zasięg występowania
Rodzaj obejmuje gatunki występujące w Afryce, Eurazji i Australii.

## Morfologia
Długość ciała 16–20 cm, rozpiętość skrzydeł 25–35 cm; masa ciała 49–155 g.

## Systematyka

### Etymologia
- Coturnix: łac. coturnix, coturnicis „przepiórka”[12].
- Ortygion: gr. ορτυγιον ortugion „przepióreczka”, od zdrobnienia ορτυξ ortux, ορτυγος ortugos „przepiórka”[13]. Gatunek typowy: Tetrao coturnix Linnaeus, 1758.
- Palaeoperdix: gr. παλαιος palaios „stary, starożytny”; περδιξ perdix, περδικος perdikos „kuropatwa”[14]. Gatunek typowy: †Palaeoperdix longipes A. Milne-Edwards, 1869.
- Palaeortyx: gr. παλαιος palaios „stary, starożytny”; ορτυξ ortux, ορτυγος ortugos „przepiórka”[15]. Gatunek typowy: †Palaeortyx gallica A. Milne-Edwards, 1869.
- Perdortyx: gr. περδιξ perdix, περδικος perdikos „kuropatwa”; ορτυξ ortux, ορτυγος ortugos „przepiórka”[16]. Gatunek typowy: Synoicus lodoisiae J. Verreaux & Des Murs, 1862 (= Tetrao coturnix Linnaeus, 1758).
- Maroturnia: Mara, aborygeńska nazwa (por. Moorolum i Murroonga, aborygeńskie nazwy dla przepiórki); rodzaj Turnix Bonnaterre, 1791[17]. Gatunek typowy: Coturnix pectoralis Gould, 1837.
- Zecoturnix: Nowa Zelandia; łac. coturnix, coturnicis „przepiórka”[18]. Gatunek typowy: Coturnix novaezelandiae Quoy & Gaimard, 1830.
- Schaubortyx: Samuel Schaub (1882–1962), szwajcarski paleontolog; ορτυξ ortux, ορτυγος ortugos „przepiórka”[19]. Gatunek typowy: †Taoperdix kedica Eastman, 1905.

### Podział systematyczny
Do rodzaju należą następujące gatunki:
- Coturnix coturnix – przepiórka zwyczajna
- Coturnix japonica – przepiórka japońska
- Coturnix coromandelica – przepiórka indyjska
- Coturnix delegorguei – przepiórka pstra
- Coturnix pectoralis – przepiórka rudogardła
- Coturnix novaezelandiae – przepiórka nowozelandzka – takson wymarły około 1875 roku[21].
- Coturnix alabrevis – wymarły gatunek z Porto Santo[22]
- Coturnix centensis – wymarły gatunek z Wysp Zielonego Przylądka[22]
- Coturnix gomerae – wymarły gatunek z Wysp Kanaryjskich[23]
- Coturnix lignorum – wymarły gatunek z Madery[22]